# Rockford (Michigan)
Rockford is een plaats (city) in de Amerikaanse staat Michigan, en valt bestuurlijk gezien onder Kent County.

## Demografie
Bij de volkstelling in 2000 werd het aantal inwoners vastgesteld op 4626.
In 2006 is het aantal inwoners door het United States Census Bureau geschat op 5176, een stijging van 550 (11.9%).

## Geografie
Volgens het United States Census Bureau beslaat de plaats een oppervlakte van
7,9 km², waarvan 7,8 km² land en 0,1 km² water. Rockford ligt op ongeveer 226 m boven zeeniveau.

## Plaatsen in de nabije omgeving
De onderstaande figuur toont nabijgelegen plaatsen in een straal van 20 km rond Rockford.

## Geboren
- Dathan Ritzenhein (1982), atleet